# Николаевский сельсовет (Светлогорский район)
Николаевский сельсовет (бел. Мікала́еўскі сельсавет; до 1973 года — Чернинский) — административная единица на территории Светлогорского района Гомельской области Республики Беларусь. Административный центр — деревня Николаевка.

## История
Образован 20 августа 1924 года как Чернинский сельсовет в составе Паричского района Бобруйского округа БССР. Центр — деревня Чернин. 
После упразднения окружной системы 26 июля 1930 года в Паричском районе БССР, с 20 февраля 1938 года — Полесской области, с 20 сентября 1944 года — Бобруйской области, с 8 января 1954 года — Гомельской области.   
16 июля 1954 года до сельсовета присоединена территория упразднённого Дубровского сельсовета. 29 июля 1961 года Паричский район переименован в Светлогорский. 
12 июля 1973 года центр сельсовета перенесён в деревню Николаевка, сельсовет переименован в Николаевский.
16 декабря 2009 года в состав Николаевского сельсовета включены населённые пункты упразднённого Полесского сельсовета — деревни Великий Бор, Дуброва, Заречье, Мартыновка, Притыка, Теребулин, Язвин.
17 января 2020 года упразднены деревни Берлож и Теребулины.

## Состав
Николаевский сельсовет включает 15 населённых пунктов:
- Вежны — агрогородок
- Великий Бор — деревня
- Гамза — деревня
- Дуброва — агрогородок
- Заречье — деревня
- Лядцы — деревня
- Мартыновка — деревня
- Михайловка — деревня
- Николаевка — деревня
- Петровичи — деревня
- Притыка — деревня
- Раковичи — деревня
- Секеричи — деревня
- Чернин — деревня
- Язвин — деревня

Упразднённые населённые пункты:
- Берлож — деревня[2]
- Теребулины — деревня[2]

## Достопримечательности
- Филиал «Памятный знак в честь операции «Багратион» времён Великой Отечественной войны»[3] — государственного учреждения культуры "Светлогорский историко-краеведческий музей"[4], расположен на 71 км Республиканской трассы Р-31 «Бобруйск-Мозырь» у деревни Раковичи Николаевского сельсовета Светлогорского района. Музейный комплекс открыт 21 июня 2014 года и включает: памятный знак, часовню, окопы, блиндажи, образцы военной техники и вооружения. На дубовых гатях установлен легендарный советский танк ИС-3 и дивизионная пушка Д-44 (85 мм).
- Памятник-самолёт Су-24М. Установлен на 71-м километре трассы Р-31 (Бобруйск-Мозырь-Новая Рудня) около деревни Раковичи на территории мемориального комплекса, посвященного операции «Багратион».